# Zaz (pevka)
Isabelle Geffroy, bolj poznana pod psevdonimom Zaz, francoska pevka, * 1. maj 1980, Tours, Francija.
Glasba, ki jo ustvarja Zaz, je mešanica različnih stilov džeza, francoske popevke, soula in akustike. Najbolj je poznana po svojem hitu »Je veux« z albuma Zaz, izdanega 10. maja 2010.